# توم (لاعب كرة قدم مواليد 1991)
توم هو لاعب كرة قدم برازيلي في مركز حراسة المرمى، ولد في 30 أكتوبر 1991 في أراكاجو في البرازيل. لعب مع جمعية أرابيراكا الرياضية وجمعية بورتوغيزا الرياضية.

## وصلات خارجية
- توم (لاعب كرة قدم مواليد 1991) على موقع الاتحاد الأوربي (الإنجليزية)
- توم (لاعب كرة قدم مواليد 1991) على موقع قاعدة بيانات كرة القدم.إي يو (الإنجليزية)
- توم (لاعب كرة قدم مواليد 1991) على موقع Soccerway.com (الإنجليزية)